# SNAT3
SNAT3 oder SLC38A3 wurde früher als System N (SN1)- oder NAT-Transporter bezeichnet. Die ursprüngliche Benennung beruhte auf der Substratspezifität, da SNAT3 neutrale Aminosäuren transportiert, die eine Stickstoffgruppe (chemisches Symbol N) in ihrem Rest tragen. SNAT3 kommt hauptsächlich in der Leber vor, wo er zu Synthese von Harnstoff Glutamin bereitstellt, aber er ist auch im Gehirn und in den Nieren nachweisbar.

## Nomenklatur
Im Zuge der Genomentschlüsselung wurden die früher mutwillig vergebenen Proteinbenennungen für SNAT3 auf Grund von Homologie in Genfamilien unterteilt. Die Proteine werden heute entweder nur noch mit der Kurzform der Genfamilie genannt, oder mit einer einheitlichen Kurzfassung, die im Zusammenhang mit ihren Eigenschaften steht.

## Eigenschaften
SNAT3 ist ein natriumanbhängiger, neutraler Aminosäure-Transporter, der hauptsächlich das für den Menschen sehr wichtige Glutamin, aber auch Asparagin und Histidin, transportiert. Die Stöchiometrie ist 1 Na+:1Gln im Symport, 1H+ im Antiport, womit rechnerisch ein elektroneutraler Transport entsteht. Im Expressionssystem Xenopus Oozyte zeigt SNAT3 während des Aminosäuretransports jedoch eine Kationen-Einwärtsleitfähigkeit. Diese Leitfähigkeit erweist sich als sensitiv für Carboanhydrase II, die die Glutamin-induzierte Leitfähigkeit unterdrückt, wenn sie katalytisch aktiv ist.

## Pathologie
SNAT3-knock-out Mäuse sind nicht länger als 14 Tage postnatal überlebensfähig. Da ein weiterer System N Transporter, SNAT5, in Gehirn und Leber existiert und kein Inhibitor für SNAT3 auf dem Markt ist, konnte bislang keine eindeutige Abhängigkeit z. B. der hepatischen Enzephalopathie von der Aktivität von SNAT3 nachgewiesen werden.
SNAT3 ist jedoch durch den Protonen-Membrantransport ein Säure/Base-Transporter und trägt damit zur pH-Wert-Homöostase bei. Er wird nachweislich bei Azidose in seiner Gewebsexpression verändert. Dies konnte für die Nieren in Form einer Hochregulation und für in Zellkultur befindliche Gliomazellen in Form einer Herabregulation nachgewiesen werden.